# Pierre de Laussat
 (décembre 2023).
Si vous disposez d'ouvrages ou d'articles de référence ou si vous connaissez des sites web de qualité traitant du thème abordé ici, merci de compléter l'article en donnant les références utiles à sa vérifiabilité et en les liant à la section « Notes et références ».
Pour les articles homonymes, voir Laussat.
Pierre de Laussat est un homme politique français né le 10 août 1795 à Bayonne (Pyrénées-Atlantiques) et décédé le 16 septembre 1884 à Bernadets (Pyrénées-Atlantiques).

## Biographie
Fils de Pierre-Clément de Laussat, député des Cent-Jours, Lysis Baure Pierre de Laussat est officier de cavalerie et termine sa carrière à la bataille de Waterloo comme chef d'escadron. Conseiller général, il est député des Basses-Pyrénées de 1848 à 1851, siégeant à droite.